# 克洛島
克洛島（英語：Clow Island），是南極洲的島嶼，位於維多利亞地，處於弗里克塞爾湖東部，長1.1公里，由美國南極名稱諮詢委員命名，現時由南極條約體系管理。